# Historia de la Sicilia Piamontesa

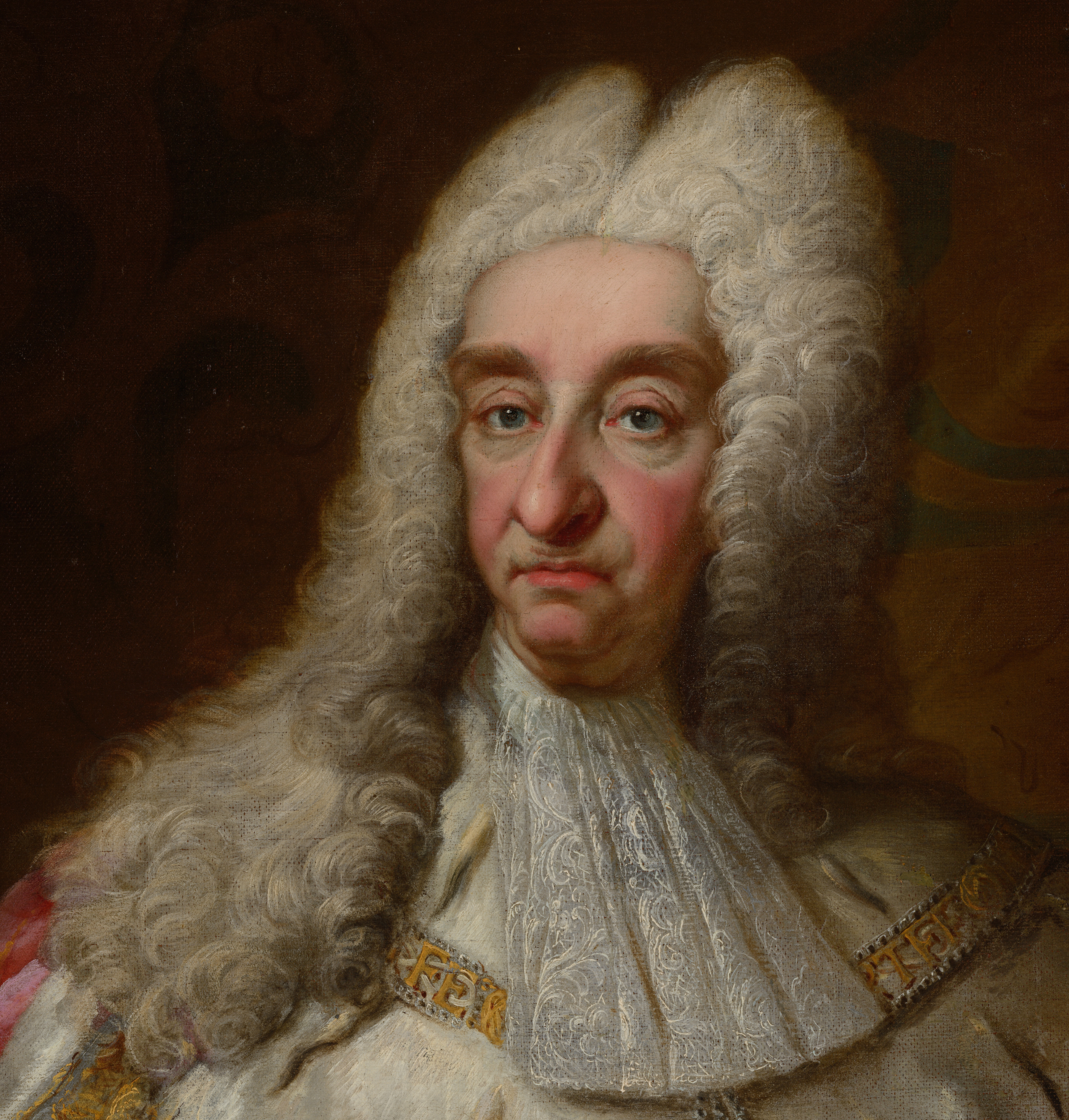
Víctor Amadeo II de Saboya.

La dominación piamontesa en Sicilia se inició el 10 de junio de 1713, fecha en la que se sancionaba el traspaso de las isla de Felipe V de España a Víctor Amadeo II de Saboya, y finaliza en 1720, cuando el emperador Carlos VI invade la isla y la intercambia por Cerdeña.

## Víctor Amadeo
Con ocasión del Tratado de Utrecht (1713), que ponía fin a la Guerra de Sucesión Española, la Casa de Saboya obtuvo grandes ventajas, entre ellos el título regio y la totalidad de las isla de Sicilia: el 10 de junio, de hecho, España firmó el documento de cesión de las isla a los Saboya bajo la presión de Inglaterra. Las condiciones de Felipe V para la cesión de Sicilia eran las siguientes:
1. La Casa de Saboya no podría nunca vender la isla o cambiarla por otro territorio.
2. Sicilia quedaría como feudo de España: en caso de extinción de la rama masculina de los Saboya, la isla pasaría de nuevo a la Corona española.
3. Todas las inmunidades en uso en Sicilia se respetarían.
Em realidad, solo dos últimos puntos fueron aceptados por Víctor Amadeo II. En el último momento, Felipe V consiguió añadir un nuevo punto, según el cual:
1.El Rey de España estaría en grado de disponer a su placer de los bienes confiscados a los súbditos sicilianos detenidos por traición.
Víctor Amadeo aceptó este punto ante el miedo de que una negativa complicase aún más los tratados. El documento por el cual se cedía Sicilia a los Saboya fue firmado el 13 de julio. Ese mismo día los heraldos recorrieron la ciudad de Turín anunciando la adquisición del título regio por parte de Víctor Amadeo. Una masa exultante de gente rodeó el palacio ducal aclamando al nuevo rey, que salió del balcón brindando junto al pueblo.
El 27 de ese mismo mes, Víctor Amadeo II, a punto de partir para sicilia, nombró a su hijo Carlos Manuel, príncipe del Piamonte, lugarteniente de los estados de tierra firme, pero el príncipe que contaba con tan solo 16 años fue asistido por un Consejo de Regencia. El 3 de octubre el nuevo rey zarpó de Niza con dirección a Palermo, donde desembarcó aproximadamente veinte días después. El 24 de diciembre, después de una suntuosa ceremonia en la Catedral de Palermo, Víctor Amadeo II y su mujer, Ana María de Orleans, recibieron la corona regia.
Los nuevos reyes se dirigieron al Parlamento siciliano de la siguiente manera:

"I nostri pensieri non sono rivolti ad altro che a cercare di avvantaggiare questo Regno per rimetterlo, secondo la Grazia di Dio, al progresso dei tempi, riportarlo al suo antico lustro e a quello stato cui dovrebbe aspirare per la fecondità del suolo, per la felicità del clima, per la qualità degli abitanti e per l'importanza della sua situazione."

Las buenas intanciones del rey fueron puestas en práctica en la lucha contra el bandidismo, en el desarrollo de la marina mercante y en la reorganización financiera y del ejército (para lo cual se tomó el modelo piamontés). La permanencia del rey en Sicilia se alargó hasta el 7 de septiembre de 1714.

## La vuelta de los españoles
- Datos: Q5899504